# Jacqueline Susann
Jacqueline Susann (Filadelfia, 20 de agosto de 1918-Nueva York, 21 de septiembre de 1974) fue una escritora y actriz estadounidense, conocida principalmente por su novela El valle de las muñecas, un libro que rompió récords de ventas y que dio origen a un film en 1967 con el mismo título, así como a una serie televisiva.

## Inicios
Jacqueline Susann fue hija de Robert Susann, un pintor retratista, y Rose, una maestra de primaria. En la escuela Susann no destacó en sus estudios, aunque sí lo hizo por su inteligencia, lo que motivó que su madre predijera que algún día sería una buena escritora. Sin embargo, la primera aspiración de Susann era ser actriz.
La relación con su padre siempre fue mucho más cercana que con su madre, y esto lo plasmaría en la relación que sus protagonistas femeninas tenían con sus propios padres (especialmente en El valle de las muñecas con Anne Welles, y Una vez no basta con January Wayne). Robert Susann consintió siempre a su hija y alimento en ella el deseo por convertirse en una gran actriz, pero también era un aficionado por las mujeres, y a lo largo de su matrimonio, sería infiel a su esposa, en incontables ocasiones, situación que Jacqueline sabía e incluso, no desaprobaba.
Rose creía mantener intacta su dignidad de esposa, cerrando los ojos ante la situación y tratando de fomentar hábitos de responsabilidad y estudio en su hija Jacqueline, situación que a Jacqueline no le gustaba cuando niña, y hacía que se llevara mejor con su padre, quien nunca le hablaba de responsabilidades.
Años después, tras la muerte de su padre, la relación de Jacqueline con su madre mejoraría mucho, al grado de que comprendió lo mucho que había sufrido su madre ante las infidelidades de su marido.
En la época en la que Susann entraba en la high school tenía escarceos con las drogas y se había ganado la reputación de ser una asidua a las fiestas. Tras graduarse en la West Philadelphia High School en 1936, y contra el deseo de sus padres, Susann se fue a Nueva York para intentar hacer una carrera como actriz.

## Carrera interpretativa y vida personal
Tras su llegada a Nueva York, Susann hizo pequeños papeles en películas, obras teatrales (entre ellas The Women), y comerciales. Un año más tarde consiguió un trabajo teatral de cierta importancia, interpretando a una modelo, y ganando 25 dólares semanales. Mientras estaba en Nueva York conoció a un agente, Irving Mansfield, con el cual mantuvo una relación, a pesar del hecho de no sentirse atraída sexualmente por él. A cambio, Mansfield apoyó a Susann publicando fotos suyas en las secciones de teatro y sociedad de la prensa neoyorquina. La treta funcionó, y la pareja se casó el 2 de abril de 1939 en Filadelfia.
Tras la boda, Mansfield siguió dirigiendo la carrera de Susann, consiguiendo que participara con regularidad en The Morey Amsterdam Show. Después obtuvo un papel en el show de Broadway A Lady Says Yes, protagonizado por Carole Landis y Jack Albertson. Al año siguiente escribió su primera obra, Lovely Me, que se representó en Broadway con un total de 37 funciones.
A pesar de la dedicación de Mansfield a Susann, durante todo su matrimonio hubo rumores de que ella le era infiel. Una de las primeras relaciones de Susann fue con el actor, comediante y cantante Eddie Cantor. Cantor contrató a Susann para participar en la gira de Banjo Eyes. Cantor dejó a Susann cuando su esposa descubrió el affaire. En 1942 Susann conoció al comediante Joe E. Lewis, con el que inició otra relación. Esta aventura hizo que Susann le comunicara a Mansfield, el cual había sido llamado a filas, que su relación había acabado. Cuando Lewis supo que Susann y Mansfield se separaban y que Susann quería casarse con él, entró a formar parte de la United Service Organizations, siendo enviado a Nueva Guinea.
A finales de 1944 Mansfield y Susann se reconciliaron, y en 1946 tuvieron un hijo llamado Guy, al cual le diagnosticaron autismo a los tres años de edad.

## Literatura y carrera televisiva

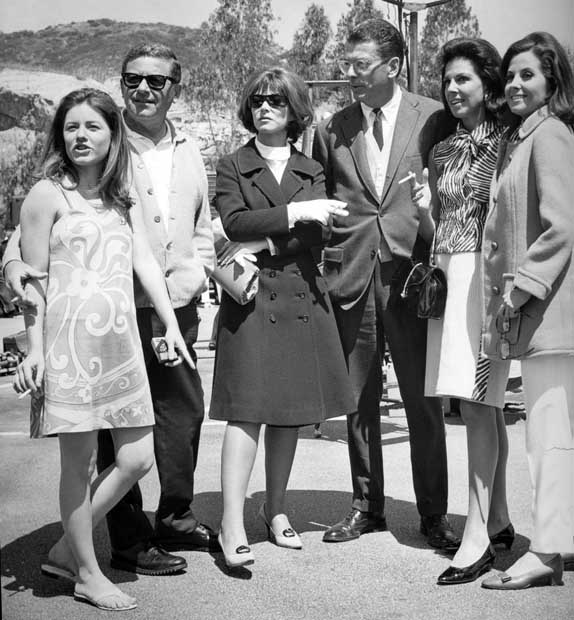
De izquierda a derecha: Patty Duke, Mark Robson (director), Lee Grant, David Weisbart (productor), Jacqueline Susann (autora-actriz) y Barbara Parkins en el set de El valle de las muñecas (1967).

En 1951 Susann presentó un talk show para la cadena DuMont Television Network llamado Jacqueline Susann's Open Door, pero el programa duró menos de dos meses.
Susann siempre sintió una fuerte inquietud por la escritura, al grado que, desde niña hasta su muerte, llevó un diario, el cual le sirvió para adquirir la escritura como un hábito y, finalmente, para usar algunas de sus vivencias e ideas, y plasmarlas en sus novelas. Sin embargo, Jacqueline Susann nunca se había tomado muy en serio como escritora, pues a ella solo le importaba triunfar como actriz. Aunque, al ver que pasaban los años y ella no se convertía en una actriz importante, empezó a considerar la escritura como su camino a esa fama, que tanto la obsesionaba.
A principios de los años sesenta Susann intentó escribir una obra de periodismo de investigación acerca del mundo del espectáculo y las drogas ilegales que iba a titular The Pink Dolls. Sin embargo, cambió de opinión y escribió su primer libro, Every Night, Josephine!, el cual era un libro ligero, basado en sus experiencias con su perro caniche, Josephine. Esta obra se consideró una obra fuera de lo corriente para la época, por su tema ligero, pero tuvo el suficiente éxito para que pudiera publicar su segundo libro, la novela El valle de las muñecas.
Sobre esa época, a Susann le diagnosticaron un cáncer de mama. Fue sometida a una mastectomía el 27 de diciembre de 1962, pero mantuvo su enfermedad en secreto. A pesar de todo ello empezó a escribir su novela El valle de las muñecas.
Esta novela fue la más vendida en Estados Unidos durante muchas semanas. A este éxito le siguieron otros dos con las novelas The Love Machine, publicada en 1969, y Una vez no Basta, publicada en 1973, un año antes de su fallecimiento.

### El valle de las muñecas
El valle de las muñecas cuenta la historia de tres jóvenes amigas (Anne Welles, Neely y Jennifer) muy diferentes entre sí (a lo largo de veinte años, de 1945 a 1965 ), que solo tienen en común sus ansías de triunfo en la vida y su extraordinaria belleza; en medio de su paso por la vida y finalmente su triunfo económico, habrá personajes extravagantes, pastillas para dormir, hombres que no las comprenden, amores fallidos, fama, dinero y muchas traiciones que las llevarán a la soledad y la desilusión de la vida. Esta novela fue inicialmente rechazada por numerosas editoriales. Sin embargo, Susann persistió y, cuando se publicó el 10 de febrero de 1966, tuvo un éxito inmediato de ventas, aunque muchos críticos literarios la destrozaron. El tema y el uso del lenguaje se consideraban inapropiados para buena parte del público de la época, y mezclaba un estilo narrativo similar al de un serial televisivo con personajes audaces y no tradicionales. La historia era una novela en clave, con personajes supuestamente basados en celebridades de la vida real como Judy Garland y Ethel Merman.
El valle de las muñecas rompió récords de ventas (unos 30 millones de ejemplares). A pesar de la fama de la obra, muchos autores del momento, entre ellos Gore Vidal, negaban el talento de Susann como escritora. Parte del éxito de la novela se debía al incansable esfuerzo de Susann y Mansfield en promocionarla. La pareja viajó por todo el mundo promocionándola, especialmente por países de habla inglesa.
En 1967 el libro se adaptó en una película del mismo nombre, protagonizada por Patty Duke, Barbara Parkins y Sharon Tate. Susann hizo un cameo en el film como reportera en el escena del suicidio de Jennifer North. Sin embargo, la película tuvo malas críticas, y la misma Susann estaba descontenta con ella, en especial por el cambio que en la película hacen del final original del libro.

### La máquina del amor
La máquina del amor nos cuenta la historia de un periodista aficionado a las mujeres, que descubre que su promiscuidad se debe a un trauma de la infancia. Este libro nos habla del mundo de la televisión norteamericana, desde un tono mucho más light que el melodramático tono empleado en El Valle de las muñecas.

### Una vez no basta
Una vez no Basta nos habla de January Wayne, la introvertida y virginal hija de un famoso y mujeriego productor de teatro y cine (Mike Wayne) y el mundo lleno de excesos, lujos e hipocresía que los rodea (la alta sociedad y el mundo del espectáculo). Luego de tres años alejada del mundo por un accidente que casi le cuesta la vida, January regresa a Nueva York, intentando independizarse, encajar entre jóvenes de su edad y buscar su propia identidad, sin imaginar el final que el destino le tiene preparado...
Quizás este sea el libro más fuerte de Jacqueline Susann, debido a las explícitas descripciones que emplea en las escenas de sexo, pero también, quizás, puede resultar el más honesto y surrealista de todos.
Una vez no Basta, aunque fue destrozada por muchos críticos de cine en su momento, también fue adaptada al cine (en 1975) protagonizada por Kirk Douglas como Mike Wayne y Melina Mercouri como Karla, resultó un éxito rotundo en taquilla y la música fue compuesta por Henry Mancini.

## Fama
Tanto Susann como Mansfield disfrutaron de la fama provocada por sus libros. Susann publicó otras varias novelas, todas con un estilo similar al de El valle de las muñecas. Además, participó con frecuencia en la televisión, principalmente como invitada de talk shows.
Sin embargo, no todos eran admiradores. El 24 de julio de 1969, el autor Truman Capote, también habitual de los talk shows y figura controvertida, intervino en The Tonight Show Starring Johnny Carson, afirmando que Susann parecía "un camionero travestido." Susann amenazó con demandar a Capote, y Capote pidió perdón a los camioneros.
El incidente no pasó a más.

## Últimos años y fallecimiento
El 18 de enero de 1973 a Susann le diagnosticaron una metástasis pulmonar de su cáncer de mama, aunque hubo dudas sobre si se trataba de un cáncer de pulmón independiente del primero. A Susann le dieron solamente unos pocos meses de vida, pero pudo aún hacer una gira promocionando Una vez no basta. Como otros de sus libros, fue un éxito, en este caso la segunda novela más vendida en 1973 en los Estados Unidos.
Cuando ingresó por última vez, permaneció en coma siete semanas antes de fallecer. Tenía 56 años. Sus restos fueron incinerados.

## Trabajos póstumos
A finales de los años setenta se publicó la novela romántica de ciencia ficción Yargo, que había sido escrita a finales de los cincuenta. Parece ser que Susann se inspiró en Yul Brynner al idear el personaje principal, Yargo.
La última novela de Susann, Dolores, es una velada alusión a la vida de Jacqueline Kennedy, y se publicó en 1976. Debido a la enfermedad de Susann, Dolores fue completada por su amigo y también escritor Rex Reed.
Antes de fallecer, Susann planeó una secuela de El valle de las muñecas. En 2001 el escritor Rae Lawrence escribió la novela Shadow of the Dolls, basada en las notas que Susann había dejado para hacer una posible secuela.
Yargo, la novela romántica de ciencia ficción escrita por Susann en la década de 1950, fue publicada en febrero de 1979 en rústica por Bantam Books. La novela se aleja radicalmente de las obras que la hicieron famosa. Durante la década de 1970, Susann había hablado de futuras obras. Entre ellas, una novela sobre unos hermanos que se inician en el mundo del espectáculo en el vodevil, que se titulará The Comedy Twins; una novela sobre una poetisa, The Heroine; una continuación de la historia de los hijos de Neely O'Hara; y su autobiografía[60]. Las obras de Susann fueron mencionadas por su nombre en Star Trek IV: The Voyage Home por el almirante James T. Kirk; su primer oficial Spock menciona que Susann fue uno de los "gigantes" de la literatura del siglo XX.

## Libros
- Every Night, Josephine! (1963) ISBN 0-14-303434-0
- El valle de las muñecas (1966) ISBN 0-8021-3519-6
- The Love Machine (1969) ISBN 0-8021-3544-7
- Once Is Not Enough (1973) ISBN 0-8021-3545-5
- Dolores (1976) ISBN 0-553-20958-2
- Yargo (1979) romance y ciencia ficción ISBN 0-553-12855-8 y ISBN 0-552-11019-1